# Catasticta corcyra
Catasticta corcyra is een vlinder uit de onderfamilie Pierinae van de familie van de witjes (Pieridae).
De wetenschappelijke naam van de soort werd in 1859 gepubliceerd door Cajetan Freiherr von Felder & Rudolf Felder.

## Ondersoorten
- Catasticta corcyra corcyra
- Catasticta corcyra staudingeri Butler, 1897